# Groupe Boinaud
Le Groupe Boinaud (Maison Boinaud) est à la fois un producteur et négociant en cognac et spiritueux. L'entreprise est basée à Angeac-Champagne en Charente. Elle est familiale et indépendante, procédant aux différentes étapes de production du cognac, de la vigne jusqu'à la bouteille.
Le groupe étend également ses activités dans l'extraction végétale et l'hôtellerie-restauration.

## Histoire
Michel Boinaud, 22e descendant de Jean Bois-naud, est le fondateur de l'entreprise familiale basée au « Bois d'Angeac » (Angeac-Champagne), berceau de la famille. En vieux charentais, « Bois-naud » se traduit par « homme du bois ». C'est en 1940 durant la Seconde Guerre mondiale que Michel Boinaud, alors âgé de 15 ans, met en marche les deux alambics de la famille afin de distiller les vins provenant du vignoble.
L'entreprise familiale se développe considérablement pour atteindre aujourd'hui une distillerie de 41 alambics charentais et un vignoble de près de 450 hectares en Grande Champagne exclusivement consacrés à la production du cognac. Il s'agit du plus important domaine viticole dans la région de Cognac.
Du fait de l'importance de ses stocks d'alcools, l'établissement d'Angeac-Champagne est site classé Seveso depuis 2004.
Rémi & Charles Boinaud, reprennent en 2016 le flambeau de leurs pères, et engagent la transformation en profondeur du groupe familial en mettant l'humain et l'environnement au cœur de leur stratégie.

## Engagement environnemental
Depuis les années 80, le vignoble de la Maison Boinaud est exploité de manière raisonnée.
En 2015, l'ensemble des activités du groupe ainsi que les vignobles sont certifiées ISO 14001 pour le respect de l'environnement.
En 2016, les vignobles obtiennent la certification Haute Valeur Environnementale.
En 2019, le groupe annonce son plan "Horizon 2030" avec un objectif "zéro phyto" d'ici 2030, avec un engagement de réduction de 50 % d'ici 2025.
En 2021 :
- les vignobles sont récompensés par l'obtention de la CEC (Certification Environnementale Cognac)[11]
- le groupe obtient la médaille d'argent Ecovadis  (Top 25 % des entreprises engagées) pour la qualité du système de gestion de la RSE
- le groupe inscrit statutairement sa raison d'être ainsi que ses objectifs sociaux et environnementaux. Le groupe Boinaud devient ainsi la première maison de Cognac déclarée comme Société à mission, tel que permis par la loi PACTE de 2019[12].

En 2022, le groupe Boinaud signe un partenariat avec Carbonloop, start-up française qui propose une solution énergétique innovante dite « carbone négatif » afin de recycler les déchets végétaux de l'entreprise et permettra la production de gaz renouvelable et de biochar.

### Société à mission depuis 2021
Le Groupe Boinaud est devenue la première société à mission du cognac le 10 décembre 2021. Il s'agit du premier négociant en cognac à adopter ce nouveau statut autorisé par la loi Pacte sur la croissance et la transformation des entreprises.
La raison d'être du groupe, « De génération en génération, nous élaborons des produits d'exception, à partir de notre terroir, tout en préservant notre écosystème » est désormais inscrite au sein des statuts de la société. Par ailleurs, la société se donne pour mission de poursuivre les objectifs sociaux et environnementaux suivants :
- Agir en faveur de la préservation de la biodiversité sur ses territoires ;
- Être acteur de la lutte contre le réchauffement climatique ;
- Contribuer à l'épanouissement de nos collaborateurs.

Un comité de mission ainsi qu'un organisme tiers indépendants sont chargés de veiller au suivi de l'exécution de ces objectifs.

## Secteurs d'activités
Le groupe est organisé autour de trois pôles d'activités :

### Cognac et spiritueux
Métiers historiques de la Maison Boinaud, la chaîne de production du Cognac est maîtrisée de A à Z, du vignoble, en passant par la vinification, la distillation, le vieillissement et assemblage, jusqu'à la mise en bouteilles et expéditions sur les marchés marchés. Cette spécificité confère à la maison Boinaud une part entière dans l'écosystème cognaçais en étant à la fois négociant et producteur.
Depuis 2018, le groupe se diversifie dans la production de Whisky français.

#### Vignobles
Le vignoble s'étend sur 600 hectares et couvre l'essentiel des besoins en vins et eaux-de-vie de la maison. Cette spécificité lui confère un grand contrôle de la qualité de sa production tout en permettant de sécuriser ses approvisionnements.
Les vignes sont exclusivement présentes sur le cru de la Grande Champagne, le 1er cru du Cognac, et principalement composés des cépages Ugni blanc ainsi que du Colombar et de la Folle Blanche.

#### Portefeuilles de marques - Spiritueux
La famille Boinaud détient un portefeuille de marques, intégrant différentes catégories de produits : Cognac (eau-de-vie), Armagnac (eau-de-vie), brandy, whisky, vodka.
- Cognac De Luze - Fine Champagne
- Cognac J. Dupont - Grande Champagne
- Cognac Naulin
- Armagnac Signature de France
- Brandy Grand Empereur
- Whisky français Heriose

Jusqu'en 2005, la famille Boinaud était propriétaire des cognacs A. de Fussigny.
La Maison a également assuré la production et la distribution des marques de whisky Lordly et la vodka Kookla de leurs créations jusqu'en 2021.

#### Cognac De Luze
En 1822, Monsieur Alfred De Luze fonde sa société de négoce et crée la marque de Cognac De Luze qu'il exportera très tôt vers les États-Unis en installant son premier bureau de représentation à New York.
En 2006, la Maison Boinaud, procède à l'acquisition de la marque de cognac De Luze ainsi que de la marque de Brandy Grand Empereur auprès du groupe français Rémy Cointreau,.

### Extraction végétale
Au travers de sa filiale Biossent, le groupe exerce le métier d'extracteur végétal, en proposant une gamme de produits spécifiques issues du chêne et du raisin à destination des marchés des vins & spiritueux, mais également de la cosmétique.

#### Portefeuille BIOSSENT
Les marques de la filiale BIOSSENT à destination des marchés des vins & spiritueux sont :
- Boisé Sélection
- OENOTAN Selection

### Hôtellerie et restauration
Depuis 2019, le groupe diversifie ses activités sur le territoire de Cognac, en reprenant un établissement bistronomique, le restaurant La Maison.
Le Groupe Boinaud s'est associé à des entrepreneurs locaux pour fonder François Premier Hospitality, exploitant des établissements à Cognac :
- Hôtel François 1er (31 chambres 4 étoiles) ;
- Hôtel Héritage (29 chambres en cours de classement 3 étoiles) ;
- Restaurant La Maison ;
- Restaurant La Belle Époque ;
- Bar Louise (cogéré avec la société Kônoisseur).

Ce rassemblement d’établissements fait désormais de cette nouvelle entité un acteur économique de poids sur la place de Cognac : 40 salariés et près de 4 millions d’euros de chiffres d’affaires.

## Données financières
En 2022, le groupe affiche des capitaux propres à hauteur de 46,7 millions d'euros.